# Antonios Benakis
Antonios Benakis (en griego: Αντώνης Μπενάκης) (1873-1954) coleccionista de arte y fundador del Museo Benaki en Atenas, Grecia. Era hermano de Penélope Delta.
Se mudó permanentemente a Atenas en 1926. Es cierto que Antonis Benakis, el fundador del Museo Benaki, fue influenciado por el ejemplo de su padre Emmanuel Benakis y el estadista Eleftherios Venizelos, un amigo cercano y colega.